# Pricomia
Pricomia là một chi bướm đêm thuộc họ Noctuidae.